# Canton de Mtsamboro
Le canton de Mtsamboro est une division administrative française située dans le département de Mayotte et la région Mayotte.

## Histoire
Le décret du 18 mai 1977 crée les communes mahoraises et associe à chaque commune un canton.

## Représentation

### Représentation avant 2015
| Période                                  | Période | Identité   | Étiquette | Qualité |
| ---------------------------------------- | ------- | ---------- | --------- | ------- |
| 2001                                     | 2008    | Ismaël Ali | DVG       |         |
| 2008                                     | 2015    | Ali Bacar  | UMP       |         |
| Les données manquantes sont à compléter. |         |            |           |         |

### Représentation depuis 2015
| Période élective | Période élective | Mandat | Mandat   | Identité               | Nuance | Nuance | Qualité                                                                                              |
| ---------------- | ---------------- | ------ | -------- | ---------------------- | ------ | ------ | --- |
| 2015             | 2021             | 2015   | 2021     | Toyfriya Anassi        |        | UDI    | |
| 2015             | 2021             | 2015   | 2021     | Aynoudine Salime       |        | DVC    | Directeur des soins, coordonnateur général des soins au Centre Hospitalier de Mayotte, membre du MDM |
| 2021             | 2028             | 2021   | en cours | Abdoul Kamardine       |        | LR     | Chef de division au Vice-Rectorat de Mayotte                                                         |
| 2021             | 2028             | 2021   | en cours | Zouhouriya Mouayad Ben |        | LR     | 4e vice-présidente, Chargée des Sports, Culture et Jeunesse                                          |

À l'issue du 1er tour des élections départementales de 2015, deux binômes sont en ballotage : Chifain Abdou et Zouhourya Binti Mouayad Ben (UMP, 29,88 %) et Toyfriya Anassi et Aynoudine Salime (UDI, 25,88 %). Le taux de participation est de 66,19 % (6 245 votants sur 9 435 inscrits) contre 62,64 % au niveau départemental et 50,17 % au niveau national.
Au second tour, Toyfriya Anassi et Aynoudine Salime (UDI) sont élus avec 51,42 % des suffrages exprimés et un taux de participation de 67,56 % (3 124 voix pour 6 393 votants et 9 463 inscrits).

## Composition

### Composition avant 2015
Le canton était composé de l'unique commune de Mtsamboro.
Trois villages composaient le canton :
- Mtsamboro
- Mtsahara
- Hamjago

### Composition depuis 2015
Depuis le redécoupage de 2014, le canton est composé comme suit :
- Les communes d'Acoua (issue de l'ancien canton d'Acoua) et de Mtsamboro ;
- Dans la commune de Bandraboua, les villages suivants : Handrema et Mtsangamboua.

## Démographie

### Démographie avant 2015
| 2002  | 2007  | 2012  |
| ----- | ----- | ----- |
| 7 068 | 6 917 | 7 805 |

### Démographie depuis 2015
En 2017, le canton comptait 16 030 habitants.
| 2017   |
| ------ |
| 16 030 |